# Établissement public à caractère scientifique et technologique
Pour les articles homonymes, voir EPST (homonymie).
 (mars 2025).
En France, un établissement public à caractère scientifique et technologique (EPST) est une catégorie particulière d'établissements publics créée par la loi no 82-610 du 15 juillet 1982 d’orientation et de programmation pour la recherche et le développement technologique. 
L'article L. 311-1 du Code de la recherche range les EPST parmi les établissements publics à caractère administratif. Leur statut général est réglé par les articles L. 321-1 à L. 321-4 du même code. D'autres établissements publics ou organismes publics civils de recherche français remplissent également des missions de recherche.

## Liste des EPST en France
- le Centre national de la recherche scientifique (CNRS)
- l'Institut national de recherche pour l'agriculture, l'alimentation et l'environnement (INRAE)
- l’Institut national d'études démographiques (INED)
- l’Institut national de recherche en informatique et en automatique (Inria)
- l’Institut national de la santé et de la recherche médicale (Inserm)
- l’Institut de recherche pour le développement (IRD)

## Anciens EPST
- l’Institut national de recherche en sciences et technologies pour l'environnement et l'agriculture (IRSTEA)
- l’Institut français des sciences et technologies des transports, de l'aménagement et des réseaux (IFSTTAR) [4],[5]
- l’Institut national de recherche agronomique (INRA)
- le Laboratoire central des ponts et chaussées
- l’Institut national de recherche sur les transports et leur sécurité.